# Vysoký roštěnec

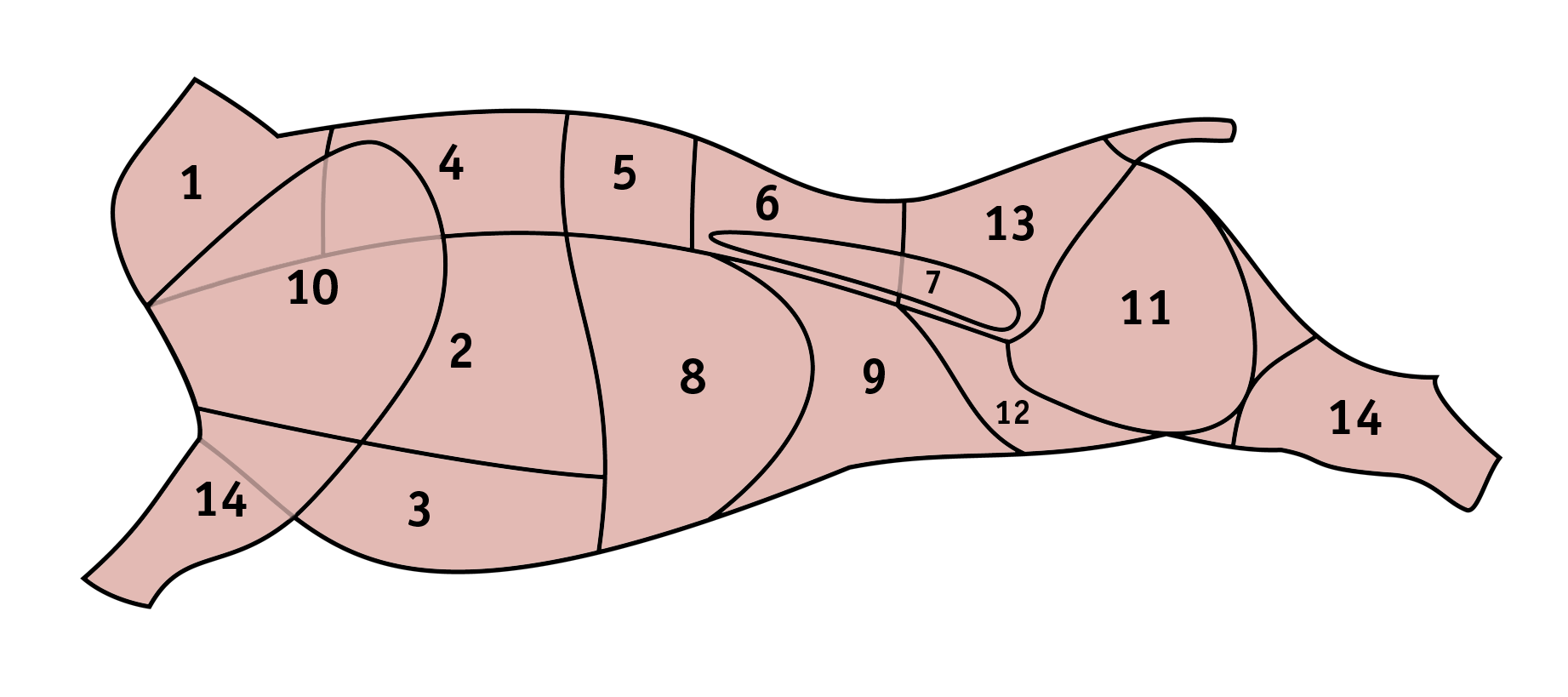
Schematické znázornění dílů hovězího masa - vysoký roštěnec je pod číslem 5

Vysoký roštěnec je část přední čtvrtě jatečně opracované půlky jatečného skotu a koní. U skotu tvoří kostní podklad poloviny 6. až 8. hrudního obratle s obratlovými konci žeber, u koňovitých jsou poměry obdobné. Navazuje na podplečí a dále přechází v nízký roštěnec. Maso je tvořeno hlavně nejdelším hrudním svalem (m. longissimus thoracis), dále svalem trapézovým, mezižeberními svaly a krátkými svaly páteře.
Vysoký roštěnec se řadí mezi přední maso a prodává se s kostmi i vykoštěný. 